# اقتصاد مقاومتی

اینفوگرافی وبگاه سید علی خامنه‌ای، رهبر ایران در مورد «اقتصاد مقاومتی»

اصطلاح اقتصاد مقاومتی نخستین بار، توسط سید علی خامنه‌ای در شهریور ۱۳۸۹ (ریاست جمهوری محمود احمدی‌نژاد) به کار برده شد. خامنه‌ای «اقتصاد مقاومتی» را روشی برای مقابله با تحریم‌های اقتصادی بین‌المللی علیه ایران می‌داند. منتقدان اما این اصطلاح ابداعی خامنه‌ای را غیر علمی و غیرقابل اجرا می‌دانند و آن را از منظر علم اقتصاد فاقد هرگونه تعریفی می‌دانند. این واژه توسط اکثر اقتصاددانان مستقل، واژه‌ای مبهم توصیف شده‌است که فقط کاربرد شعاری دارد و در عمل امکان اجرای آن، با توجه به ساختار سیاسی و اقتصادی جمهوری اسلامی ایران نمی‌باشد.
او در حالی اصطلاح «اقتصاد مقاومتی» را استفاده کرد که شورای امنیت سازمان ملل متحد در چهار قطعنامه از شش قطعنامه‌ای که در مورد برنامه اتمی ایران صادر کرده بود، تحریم‌هایی را علیه ایران در نظر گرفته بود. همچنین اتحادیه اروپا و دولت‌های آمریکا، کانادا، استرالیا، ژاپن و کره جنوبی نیز تحریم‌هایی یک جانبه علیه ایران اعمال کرده‌اند تا این کشور را به توقف غنی سازی اورانیوم و تبعیت از قطعنامه‌های شورای امنیت وادار کنند. اقتصاد ایران در اثر این تحریم‌های بین‌المللی و سیاست‌های دولت محمود احمدی‌نژاد، به شدت تحت فشار بوده و وضعیتی بحرانی پیدا کرده بود.
خامنه‌ای در ۲۹ بهمن ۱۳۹۲، سیاست‌های کلی اقتصاد مقاومتی را که در مجمع تشخیص مصلحت نظام تدوین شد، به روسای قوای سه‌گانهٔ دولت، مجلس و قضائیه ابلاغ کرد و دستور داد که «بی‌درنگ و با زمان‌بندی مشخص» آن را اجرا کنند.
علی خامنه‌ای در نامه‌ای به سران قوا، هدف از اقتصاد مقاومتی را «تأمین رشد پویا و بهبود شاخص‌های مقاومت اقتصادی و دستیابی به اهداف سند چشم‌انداز بیست‌ساله» و لازمهٔ اجرای آن را «رویکردی جهادی، انعطاف‌پذیر، فرصت ساز، مولد، درون‌زا، پیشرو و برون‌گرا» دانست.
بر اساس این سیاست‌های ۲۴ ماده‌ای، تولید کالاهای اساسی، به ویژه آن دسته از کالاهای اساسی که در حال حاضر از طریق واردات تأمین می‌شود، باید افزایش یابد و مبادی ورودی واردات این کالاها نیز باید متنوع شود. همچنین برای تأمین امنیت غذا و دارو، باید برای این کالاها و مواد اولیه تولید آنها «ذخایر راهبردی» ایجاد شود. از سوی دیگر مقرر شده‌است که دولت درآمدهای خود را از مالیات افزایش دهد و سهمی از درآمدهای نفتی که به صندوق توسعه ملی می‌رود هر سال نسبت به سال قبل افزایش یابد تا جایی که وابستگی بودجه سالانه به درآمدهای نفتی به صفر برسد. ضربه پذیری درآمدهای نفتی نیز باید از طریق انتخاب «مشتریان راهبردی»، تنوع دادن به روش‌های فروش، مشارکت دادن بخش خصوصی در فروش فراورده‌های نفتی و افزایش صادرات گاز، برق و محصولات پتروشیمی کاهش یابد. مقرر شد که نظام قیمت‌گذاری در کشور شفاف و روش‌های نظارت بر بازار به روز شود. هزینه‌های عمومی کشور باید از طریق «منطقی سازی اندازه دولت»، حذف دستگاه‌های موازی یا غیر ضروری و حذف هزینه‌های زائد کاهش یابد و صادرات کالا، به ویژه صادرات کالاهای «دانش بنیان» افزایش پیدا کند. همچنین «دستیابی به رتبه اول اقتصاد دانش بنیان در منطقه» از جمله اهداف سیاست‌های کلی اقتصاد مقاومتی اعلام شد.
اصطلاح «اقتصاد مقاومتی» که توسط منتقدان، ابتکار سید علی خامنه‌ای در مواجهه با تحریم‌های بین‌المللی نام گرفته‌است، هنوز تعریفی مستدل از مفهوم آن در ارتباط با شرایط ایران در دست نیست و با وجود ادعای مسئولان حکومت در رده‌ها و نهادهای مختلف در مورد تعهد و عمل به آن، تصویری مشخص و منطقی از امکانات اجرایی اقتصاد مقاومتی وجود ندارد. به عقیدهٔ منتقدان، اصطلاح اقتصاد مقاومتی در اصل بیشتر یک شعار سیاسی است تا یک دستورکار اقتصادی، اما با توجه به زمان و شرایط طرح آن در جمهوری اسلامی و توصیه‌های خامنه‌ای در نامه موسوم به «سیاست‌های کلی اقتصاد مقاومتی» برای مقامات جمهوری اسلامی به نوعی دستور کار یا حتی برنامه اقتصادی تبدیل شده‌است. مانند اکثر «گزارش‌های کارشناسی» در جمهوری اسلامی، این سند حاوی اظهارنظرهای فردیِ کارشناسان مختلف است که بدون توجه به ارتباط منطقی بین آن‌ها در یک سند واحد گنجانده شده‌اند؛ و البته با توجه به فضای عمومی کشور، کارشناسان مستقل نیز طبیعتاً نقد و بررسی آن را به صلاح ندانسته‌اند. بخش عمده این سیاست‌ها، شامل شعارهایی در مورد اهدافی ماهیتا مطلوب اما عمدتاً غیر اجرایی است و در بخش‌های دیگر نیز موضوعاتی به عنوان راهبرد عنوان شده که دستیابی به آنها در شرایط کنونی ایران ناممکن، و حتی نامطلوب است.

## پیش‌زمینه
اصطلاح اقتصاد مقاومتی اولین بار در سال ۲۰۰۷ پس از محاصره نوار غزه توسط اسرائیل که مواد غذایی و نهاده‌های اولیه برای تولید و پیشرفت اقتصادی را نیز شامل می‌شد و ناتوانی غزه در صادرات، امکان صادرات و کشت بسیاری از محصولات کشاورزی از جمله توت فرنگی را کاهش داده بود مورد استفاده قرار گرفت و ضوابط و معیارهای حاکم بر مفهوم اقتصاد مقاومتی شناسایی گردید.
اقتصاد مقاومتی در ایران اولین بار در دیدار کارآفرینان با سید علی خامنه‌ای در ۱۶ شهریور سال ۱۳۸۹ مطرح گردید. وی «اقتصاد مقاومتی» را معنا و مفهومی از کارآفرینی معرفی نمود و برای نیاز اساسی کشور به کارآفرینی نیز دو دلیل «فشار اقتصادی دشمنان» و «آمادگی کشور برای جهش» را معرفی نمود.
رویکرد اقتصادی ایران تحت عنوان «اقتصاد مقاومتی» غالباً در برابر اقتصاد تحت سیطرهٔ غرب دیده می‌شود.
سید علی خامنه‌ای در ۲۹ بهمن ۱۳۹۲، سیاست‌های کلی «اقتصاد مقاومتی» را به سران قوا ابلاغ کرده‌است.
علی طیب نیا وزیر امور اقتصادی و دارایی در دولت یازدهم ایران معتقد است که اقتصاد مقاومتی اقتصادی «انعطاف‌پذیر» است. مشخصه اصلی یک اقتصاد مقاوم انعطاف‌پذیری در برابر شوک‌های خارجی است. زمانی که طوفان می‌آید، درخت خشک ممکن است به راحتی بشکند اما یک درخت انعطاف‌پذیر می‌تواند طوفان را از سر بگذراند. از نظر محسن رضایی دبیر مجمع تشخیص مصلحت نظام ایران، ایجاد ایالت‌ها و فدرالیسم و تمرکز زدایی از قدرت و واگذاری اختیارات تصمیم‌گیری به مناطق، از لوازم مقاومتی کردن اقتصاد ایران است.

## تعاریف
ما باید یک اقتصاد مقاومتیِ واقعی در کشور به وجود بیاوریم. امروز کارآفرینی معنایش این است. دوستان درست گفتند که ما تحریم‌ها را دور می‌زنیم؛ بنده هم یقین دارم. ملت ایران و مسئولان کشور تحریم‌ها را دور می‌زنند، تحریم‌کنندگان را ناکام می‌کنند؛ مثل موارد دیگری که در سال‌های گذشته در زمینه‌های سیاسی بود که یک اشتباهی کردند، یک حرکتی انجام دادند، بعد خودشان مجبور شدند برگردند، یکی یکی عذرخواهی کنند… تحریم برای ما جدید نیست، ما سی سال است در تحریمیم. همه این کارهایی که شده‌است، همه این حرکت عظیم ملت ایران، در فضای تحریم انجام گرفته؛ بنابراین کاری نمی‌توانند بکنند. خب، ولی این دلیلی است برای همه مسئولان و دلسوزان کشور که خود را موظف بدانند، مکلف بدانند به ایجاد کار، به تولید، به کارآفرینی، به پر رونق کردن روزافزون این کارگاه عظیم؛ که کشور ایران حقیقتاً امروز یک کارگاه عظیمی است. همه خودشان را باید موظف بدانند.

سید علی خامنه‌ای در ۱۶ شهریور ۱۳۸۹.
اصطلاح «اقتصاد مقاومتی» که در ابتدا توسط خامنه‌ای مطرح شد، از منظر علم اقتصاد فاقد هرگونه تعریفی است. این واژه توسط اکثر اقتصاددانان مستقل واژه‌ای مبهم توصیف شده‌است که فقط کاربرد شعاری دارد و در عمل امکان اجرای آن، با توجه به ساختار سیاسی و اقتصادی جمهوری اسلامی ایران نمی‌باشد.
اما، در داخل ایران، برخی استادان دانشگاه و کارشناسان اقتصادی که به نهادهای قدرت، به ویژه رهبری، وابسته هستند، تعاریفی سطحی، مبهم و شعارزده از این نوع اقتصاد مطرح کرده‌اند.
آن‌ها معتقدند که اقتصاد مقاومتی به معنی تشخیص حوزه‌های فشار و متعاقباً تلاش برای کنترل و بی‌اثر کردن آن تاثیرها است و در شرایط آرمانی تبدیل چنین فشارهایی به فرصت است. همچنین برای رسیدن به اقتصاد مقاومتی باید وابستگی‌های خارجی کاهش یابد و بر تولید داخلی کشور و تلاش برای خوداتکایی تأکید گردد. در شرایطی که صادرات و واردات هیچ‌کدام برای آن کشور مجاز نیست و از نظر اقتصادی، دارای اقتصادی وابسته و تک‌محصولی هستند، پس از مواجهه با بحران‌های اقتصادی و تهدید به تحریم، به سمت اقتصاد مقاومتی و مقاوم‌سازی نظام اقتصادی حرکت می‌کنند. بر اساس نظر دولتمردان ایران، در تعریف اقتصاد مقاومتی، ضرورت مقاومت برای رد کردن فشارها و عبور از سختی‌ها برای رسیدن به نقاط مثبت ملی نیاز است.
در تعریفی دیگر تز اقتصاد مقاومتی یا همان مقاوم کردن یک سیستم اقتصادی عبارت است از اینکه که در یک بنگاه اقتصادی یا در یک ساختار کلان اقتصادی همچون اقتصاد ملی یک کشور، ساختار و مدل اقتصادی را آنچنان طراحی، باز تعریف و بازسازی کنیم که متغیرهای کلیدی اقتصاد بتواند در مقابل تکانه‌های ناخواسته و حتی خواسته یا همان تعمدی، حداکثر کارایی خود را بدون از دست دادن تعادل سیستم حفظ کنند یا حداقل نقطه تعادل جدیدی برای سیستم اقتصادی با کمترین خطای حالت ماندگار باز تولید شود. البته باید توجه کرد که هر چه قدر این نقطه تعادلی جدید در کمترین زمان ممکن حاصل شود بهتر است.
این روش اقتصادی از نظر تعریف با اقتصاد ریاضتی تفاوت دارد.
با وجود تعاریف بالا، در دهه ۱۹۵۰، مدل اقتصادی مشابهی در کشورهای آمریکای لاتین با عنوان "صنعتی شدن جایگزین واردات" (mport substitution industrialization") شکل گرفت. در کوتاه مدت، اشتغال به‌طور چشمگیری افزایش پیدا کرد. اما نخستین شکاف‌ها در دهه ۷۰ میلادی ظاهر شد و در دهه ۸۰ پروژه مزبور در همه کشورها با شکست کامل روبرو شد.
تحقیقات مفصلی که برای ریشه‌یابی شکست مدل اقتصادی مزبور انجام شد به این نتیجه رسید که محصولات داخلی چون از طرف حکومت‌ها حمایت می‌شدند و در رقابت با محصولات خارجی نبودند، رفته رفته قیمت‌هایشان سر به آسمان کشید در حالی که کیفیت اجناس نیز یا در جا زد یا افت چشمگیری پیدا کرد. اقتصاددان، پتریس فرانکو که تحقیقات مفصلی در باب علل شکست پروژه مزبور کرده می‌گوید که در آن دوران، رواج عدم کارایی که حاصل حمایت حکومت‌ها از تولیدات داخلی بود سراسر آمریکای لاتین را دربر گرفت.

## موافقان اقتصاد مقاومتی
اصطلاح «اقتصاد مقاومتی» که در ایران توسط سید علی خامنه‌ای از سال ۱۳۸۹ برای اولین بار استفاده شد، و در سال ۱۳۹۲ سیاست‌های کلی آن در ۲۴ ماده جهت اجرایی شدن به سران قوا ابلاغ شد؛ با وجود انتقادات فراوان توسط کارشناسان مستقل سیاسی و اقتصادی،
توسط بسیاری از دستگاه‌ها، سازمان‌ها، خبرگزاری‌ها و اشخاص وابسته به حکومت ایران، مورد توجه قرار گرفته‌است.
حجت‌الله عبدالملکی، نظریه‌پرداز و اقتصاددان اصول‌گرا و از طرفداران اصطلاح «اقتصاد مقاومتی» که در دولت ابراهیم رئیسی وزیر رفاه شد، معتقد است که با توجه به تحریم‌های کشورهای دیگر در گذشته، معمولاً کشورهایی تحت تحریم قرار گرفته‌اند که «به توانمندی‌ها و ظرفیت‌های داخلی خودشان توجه کرده‌اند و تا حدودی خودشان را قدرتمند کرده‌اند». وی برای مثال کشورهای کره شمالی، یوگسلاوی، کوبا و لیبی را نمونه‌ای مشابه از اقتصاد مقاومتی معرفی کرد که بانک مرکزی آنها تحت تحریم قرار گرفت و تلاش کردند نظام مالی و بانکی خودشان را طوری بازطراحی کنند که بتوانند امور اقتصادی را در داخل کشور و سطح بین‌الملل، انجام بدهند و ظرفیت‌های درونی خودشان را به فعلیت برسانند.
حجت‌الله عبدالملکی در حالی این چهار کشور را مثال زد که تمام آن کشورهای دارای حکومت‌های دیکتاتوری هستند و همگی متهم به نقض حقوق‌بشر و حمایت از تروریست نیز هستند. یوگسلاوی در سال ۲۰۰۳ فروپاشید و لیبی هم در سال ۲۰۱۱ شاهد یک انقلاب بود.

## نقد اقتصاد مقاومتی
پس از ابلاغ سیاست‌های اقتصاد مقاومتی توسط خامنه‌ای، دستگاه‌های حکومتی به تبلیغ این اصطلاح پرداختند. اما از آن طرف، منتقدان از اقتصاد مقاومتی به عنوان «یک شوخی تلخ» نام می‌برند. آن‌ها معتقدند که ۱۰ سال بحران مداوم عملاً اقتصاد ایران را از کار انداخته‌است. طبق آمار صندوق بین‌المللی پول از اواخر دههٔ ۸۰ به بعد، رشد اقتصاد ایران صفر بوده‌است. این در حالی است که حدود ۱۰ درصد به جمعیت کشور اضافه شده‌است. این یعنی به‌طور میانگین ۱۰ درصد از سفره همه مردم ایران از ابتدای دهه ۱۳۹۰ آب رفته‌است.
کارشناسان اقتصادی، پیش شرط برطرف کردن مشکلات اقتصادی کشور را افزایش تولید می‌دانند و افزایش تولید هم نیازمند سرمایه‌گذاری خارجی است. لازمه جلب و ترغیب سرمایه گذاران برای سرمایه‌گذاری هم فراهم کردن فضای کسب و کار مناسب و دادن احساس امنیت به سرمایه گذاران است. مثلاً در برنامه ششم توسعه پیش‌بینی شده‌است که درصنایع بالادستی و پایین‌دستی نفت، گاز و پتروشیمی در مدت ۵ سال باید ۲۰۰ میلیارد دلار سرمایه خارجی جذب شود. این در حالی است که بخش بزرگی از حکومت با تمام توان مقابل این فرایند و معادله منطقی ایستاده‌است. مقاومت‌های سنگینی که در مقابل لوایح چهارگانه مربوط به FATF صورت گرفت، نشانه‌ای از این جدال بزرگ و پنهانی است. بخش بزرگی از مشکلات اقتصادی ایران نیز ناشی از سیاست‌های راهبردی حکومت مخصوصاً در حوزه سیاست خارجی است. مشکلاتی که پس از برجام ایجاد و مانع بهره‌مندی کشور از آن فرصت استثنایی شد نشان داد تا حوزه سیاست خارجی تغییرات اساسی پیدا نکند، تغییرات جدی در اقتصاد محقق نمی‌شود. بدون تجدید نظر در سیاست‌های راهبردی خارجی جمهوری اسلامی، برنامه‌ریزی برای توسعه اقتصادی ایران اساساً غیرممکن است و مشکلات اقتصادی موجود بخشی از هزینه‌های ناگزیر آن است.
منتقدان، اعتقاد رهبر به اقتصاد مقاومتی و رونق تولید را با وجود تحریم‌ها ناممکن می‌دانند و می‌گویند حتی اگر همین امروز، حکومت ایران از در دوستی با جهان درآیند، باز هم امیدی به بهبود اوضاع در کوتاه‌مدت نیست. منتقدان می‌گویند تا تحریم‌ها برداشته شوند، سرمایه‌گذار خارجی اعتماد کند و آثار اولیه سرمایه‌گذاری پدیدار شود، دست کم چند سال زمان می‌برد.
منتقدان از ناکافی بودن اطلاعات اقتصادی ایران نیز می‌گویند. اینکه پژوهش ملی و بی‌طرفانه‌ای دربارهٔ ویژگی‌های واقعی اقتصاد ایران و سهم واقعی نهادهای مختلف در مقوله‌های مختلف (فساد، گردش مالی، و…) یا انجام نشده یا به شدت محرمانه نگاه داشته شده‌است. پس بنابراین بدون داشتن این پیش‌فرض‌ها، تحلیل‌های اقتصادی و به تبع آن، راه‌کارهای اقتصادی راه‌گشا نخواهد بود.
برخی دیگر از منتقدان نیز می‌گویند که در ادبیات علم اقتصاد، اصطلاح «اقتصاد مقاومتی» مطلقاً وجود ندارد. از این رو، هیچ اقتصاددانی نمی‌تواند چنین اصطلاحی را معنی کند. منتقدان، اصطلاح «اقتصاد مقاومتی» را نتیجهٔ چاره‌جویی رهبر جمهوری اسلامی در مقابله با تحریم‌ها می‌دانند. چاره‌جویی‌ای که در ابتدا انکار تأثیرگذاری تحریم‌ها بود. برای مثال، هنگامی که محمود بهمنی، رئیس بانک مرکزی ایران در زمان ریاست جمهوری احمدی‌نژاد، و در زمان ایجاد تحریم‌های شدید علیه کشور گفت کشور در شرایط تنگدستی مطلق قرار دارد و آن را شبیه به دوران شعب ابیطالب در صدر اسلام توصیف کرده بود، بلافاصله خامنه‌ای گفت «ایران در شرایط بدر و خیبر» یعنی وفور اقتصادی است.
خامنه‌ای پس از انکار تأثیر تحریم‌ها، سپس دور زدن تحریم‌ها را پیشنهاد کرد. این درحالی بود که تأثیرگذاری تحریم‌ها به حدی بود که دیگر قابل انکار نبود. خامنه‌ای پیشنهاد دور زدن تحریم‌ها را داد و تا آن‌جا پیش رفت که گفت تحریم‌ها را دور می‌زنیم و به جهانیان می‌آموزیم چگونه تحریم‌ها را دور بزنند. به عقیدهٔ منتقدان، نتیجه چنین سیاستی، ظهور و بروز ده‌ها بابک زنجانی شد که هر کدام به بهانه کمک به دور زدن تحریم‌ها، ارقام چند میلیارد دلاری اختلاس کردند.
خامنه‌ای پس از آنکه تشدید تحریم‌های بی‌سابقه و بین‌المللی عملاً امکان دور زدن آن را ناممکن کرده بود، همزمان با «نرمش قهرمانانه»، در سال ۱۳۹۲ سند سیاست‌های کلی اقتصاد مقاومتی را ابلاغ کرد.
به عقیده منتقدان، کلیات این سیاست‌گذاری چیزی نیست جز الفاظ تهی که بار و معنای ملموس اقتصادی ندارند.
حسین علیزاده، تحلیل‌گر سیاسی و دیپلمات سابق ایران می‌گوید:
از جمله در تعریف اقتصاد مقاومتی که در این مصوبه گفته شده اقتصاد مقاومتی عبارت است از «رویکردی جهادی، انعطاف‌پذیر، فرصت‌ساز، مولد، درون‌زا، پیشرو و برون‌گرا». برای مثال، معلوم نیست رویکرد جهادی یعنی چه؟ اقتصادی که تحت تحریم است چگونه می‌تواند مولد باشد؟ اقتصاد درون‌زا ولی برون‌گرا چه صیغه‌ای است؟ آنچه از اصطلاح اقتصاد مقاومتی به‌وضوح به دست می‌آید فقط این است که دولت به دنبال راه چاره مذاکرات با غرب نباشد و اقتصاد را با تکیه به منابع داخلی تنظیم کند … اقتصاد کشوری که از پیوند با اقتصاد جهان بیرون افتاده‌است و از سوی دیگر، به منابع درآمدزا دسترسی ندارد، چگونه می‌تواند «مولد» و «پیشرو» باشد؟
سند سیاست‌های کلی «اقتصاد مقاومتی» در ۲۴ ماده تنظیم شده‌است که مانند اکثر «گزارش‌های کارشناسی» در جمهوری اسلامی، حاوی اظهارنظرهای فردی کارشناسان مختلف است که بدون توجه به ارتباط منطقی بین آنها در یک سند واحد گنجانده شده‌اند و البته با توجه به فضای عمومی کشور، کارشناسان مستقل نیز طبیعتاً نقد و بررسی آن را به صلاح ندانسته‌اند.
برای نمونه در یکی از بندهای این سند به لزوم حرکت به سوی «اقتصاد دانش‌بنیان» اشاره شده‌است. اما اقتصاد دانش‌بنیان، راهبردی برای کشورهای بسیار توسعه‌یافته با ساختار کاملاً دموکراتیک است که برای تداوم رشد اقتصادی خود به سرمایه‌گذاری وسیع در بخش آموزش و تحقیقات پیشرفته، حمایت از خلاقیت علمی و گسترش ارتباطات در تمامی سطوح داخلی و خارجی نیاز دارند. در چنین معنایی، این اصطلاح به واقعیات اقتصادی ایران ارتباطی ندارد.
حمید کیهان، روزنامه‌نگار می‌نوسید:
در ایران، اصطلاح «اقتصاد دانش‌بنیان» حدود دو دهه پیش به صورت توصیه به خردگردایی به جای توسل به سنت در حیات اجتماعی و تصمیم‌گیری سیاسی مطرح شد. هدف دیگر این بود که توجه حکومت را به اهمیت آموزش و پژوهش علمی و فنی مناسب با نیازهای اقتصادی کشور در قالب یک برنامه منسجم توسعه جلب کند. در عمل، اما این مفهوم به دستاویزی برای تخصیص بودجه‌های هنگفت به طرح‌های تحقیقاتی و فنی مشکل آفرین و نامرتبط با نیازهای اقتصادی کشور یا پژوهش در زمینه‌هایی مبدل شد که امکانات تحقیقاتی در آنها صدها سال پیش اشباع شده و در جو کنونی ایران نیز امکان نوآوری و نواندیشی در آنها وجود نداشته‌است؛ بنابراین، توصیه به حرکت در جهت اقتصاد دانش بنیان، اگر منظور از آن بهبود شرایط اقتصادی کشور باشد، در درجه اول مستلزم توجه به برنامه‌ریزی مناسب اقتصادی و جایگاه آموزش و تحقیق در آن است.
در یکی دیگر از بندهای این سند به «تقویت عوامل تولید، توانمندسازی نیروی کار، تقویتِ رقابت‌پذیری» اشاره کرده‌است که قطعاً برای حل معضلات عمده اقتصادی ضروری است اما مسئله در این است که ساختار جمهوری اسلامی اساساً برمنبای انحصارگری و حذف کثرت‌گرایی از جمله در حوزه اقتصاد شکل گرفته که با ورود نهادهای قدرتمندِ غیرپاسخگو به عرصهٔ فعالیت اقتصادی، در سال‌های اخیر حتی انحصاری‌تر هم شده و زمینه گسترش بی‌سابقه فساد را فراهم آورده‌است.
در بخشی دیگر از این سند به «صرفه‌جویی در هزینه‌های عمومی کشور با تأکید بر تحول اساسی در ساختارها، منطقی‌سازی اندازهٔ دولت و حذف دستگاه‌های موازی و غیرضرور و هزینه‌های زاید» اشاره می‌شود. اگرچه در اهمیت این مورد برای بهبود شرایط اقتصادی کشور تردیدی نیست اما حرکت در این جهت، مستلزم حرکت هماهنگ تمامی اجزاء حکومت است که عملاً در تاریخ جمهوری اسلامی سابقه نداشته‌است. بعد از انقلاب ۵۷، تعدادی نهاد موازی، به عنوان اقدامی موقت و در پاسخ به شرایط وقت ایجاد شدند اما با گذشت زمان، بهره‌برداری از آن‌ها برای تأمین علایق شخصی و گروهی نه تنها از حذف یا ادغام آنها در تشکیلات رسمی جلوگیری کرد، بلکه افزایش تعداد و گسترش امکانات و اختیارات آشکار و پنهان نهادهای موازی به ظهور یک ساختار حکومتی بسیار ناکارآمد و گسترش فساد منجر شده‌است. بدتر اینکه، نهادهای موازی غالباً از نظارت و پاسخگویی رسمی مصون هستند و به خاطر شرایط سیاسی موجود، امکان تحقیق و تفحص مستقل دربارهٔ آنها از جمله توسط رسانه‌ها هم منتفی است. بدیهی است که در مقایسه با این مشکل اساسی، حذف یک یا دو سازمان «موازی» دولتی تأثیر چندانی در بهبود شرایط کشور نخواهد داشت.
همان‌طوری که در بالا ذکر شد بخشی از بندهای سیاست‌های کلی اقتصاد مقاومتی اصلاً قابلیت اجرایی در جمهوری اسلامی ایران را ندارند و در صورتی قابلیتِ اجرایی شدن را پیدا می‌کنند که بخش بزرگی از حکومت، روال مرسوم گذشتهٔ خود را تغییر اساسی دهند. به عقیدهٔ منتقدان، این نیز عملاً در جمهوری اسلامی تحت رهبری سید علی خامنه‌ای قابل تحقق نیست.
با وجود این، اما بخش‌های دیگری از سیاست‌های اقتصاد مقاومتی، دست کم به‌طور تلویحی حاوی راهبردهای اساسی و اجرایی است. با وجود قابل اجرایی بودن بخشی از بندها، اما در دراز مدت نه تنها نتیجهٔ مثبتی نخواهد داشت، بلکه برعکس باعث منزوی‌تر کردن اقتصاد ایران می‌شود.
برای مثال در یکی از بندها به «رصد برنامه‌های تحریم و افزایش هزینه برای دشمن» اشاره شده‌است. این جمله بدان معنیست که در صورت تحریمِ حتی گسترده خارجی، کشور بتواند در سطحی قابل تحمل به حیات اقتصادی خود ادامه دهد تا با گذشت زمان، نظام تحریم‌ها در نتیجهٔ اقدامات یا حادثه‌های بعدی فرو بریزد.
از لحاظ تئوری، به دو شیوه می‌توان این هدف را عملی کرد. در وهلهٔ نخست، خودکفایی اقتصادی و قطع یا کاهش ارتباط با خارج به نحوی که بخش عمده و حساس نیازهای اقتصادی با اتکای به امکانات داخلی تأمین شود؛ و دوم آنکه اقتصاد ملی تبدیل به جزئی چنان مهم از اقتصاد جهانی شود که تحریم و انزوای آن، تحریم‌کنندگان را با زیان قابل توجه مواجه کند. همانند آنچه در چین اتفاق افتاده‌است. در مورد اول که سیاست خودکفایی بود، منطقِ اقتصادی و تجربه ایران در دههٔ اول انقلاب نشان داده‌است که خودکفایی یعنی قرار گرفتن در تحریم همیشگی و در نتیجه، کشور خودکفا، اگر هم بتواند در جهان امروز به حیات خود ادامه دهد، نه تنها خود را از فواید مبادله اقتصادی با دیگران محروم می‌کند بلکه با رانده شدن به حاشیه تعاملات بین‌المللی، هیچ مصونیتی در برابر فشار سیاسی و حتی نظامی ندارد.
در مورد دوم هم راه رساندن اقتصاد ایران به سطحی که منزوی کردن آن باعث «افزایش هزینه برای کشورهای دیگر شود»، نیازمند رویکردهایی همانند آنچه کشورهای توسعه‌یافته انجام می‌دهد است که عملاً در رفتار جمهوری اسلامی مشاهده نمی‌شود.

## توضیحات
1. ↑  اشاره به سه سال دوران ابتدایی تبلیغ اسلام توسط محمد و مقابلهٔ حاکمان مکه با وی و تحریم اقتصادی مسلمانان.
2. ↑  اشاره به جنگ بدر و خیبر در صدر اسلام که مسلمانان با وجود تحریم‌های اقتصادی توانستند بر مخالفان ثروتمند خود پیروز شوند.
3. ↑  منظور از خودکفایی در اینجا، خودکفایی در محصولات و خدمات غیرضروری است که بنابر اعتقاد اکثر اقتصاددانان مضر هست. اما خودکفایی در موارد استراتژیک می‌تواند برعکس، باعث اقتدار در سطح بین‌المللی شود.